# Perforación

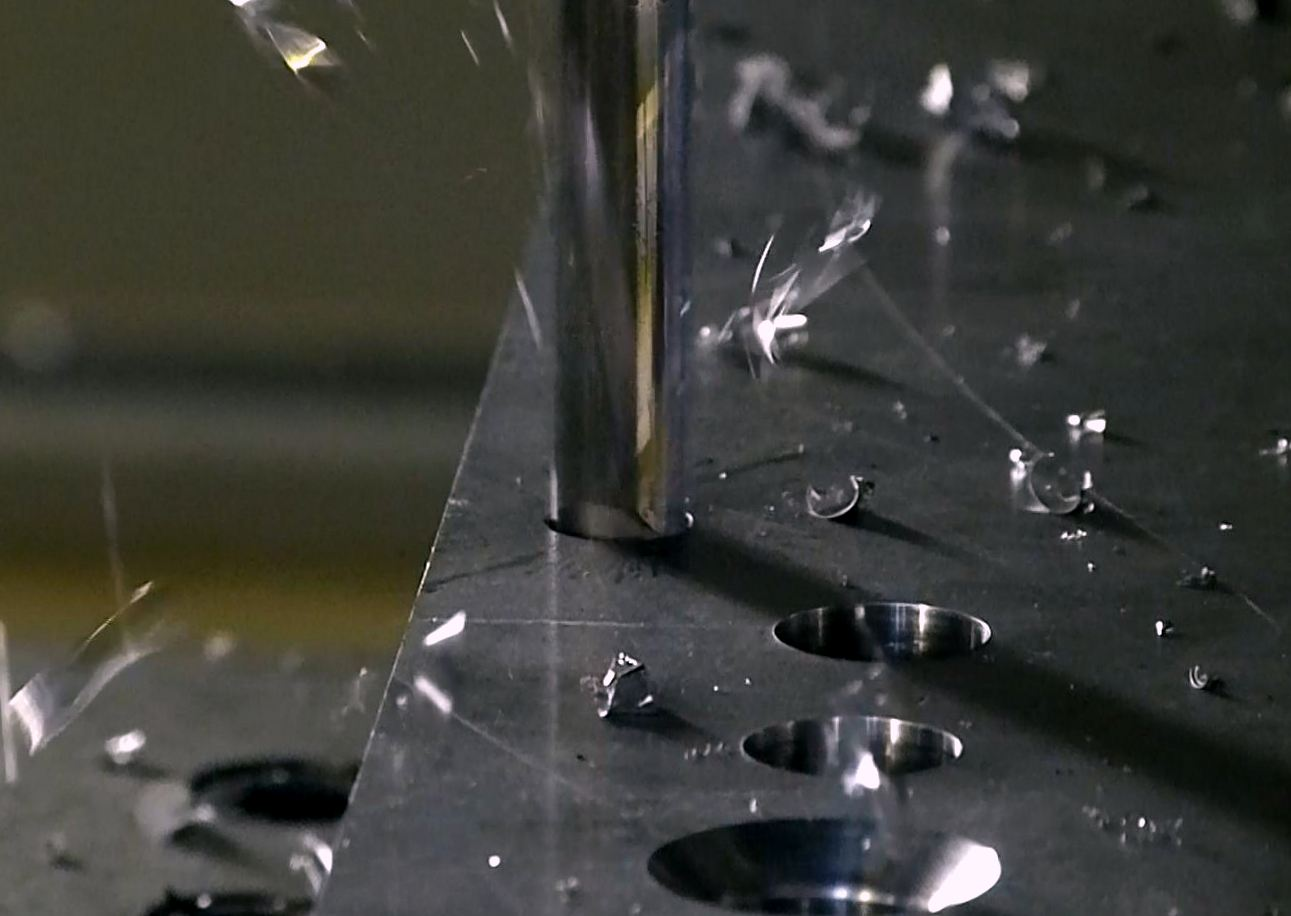
Perforación de titanio.

La perforación es un proceso de corte que utiliza una broca para cortar un agujero de sección transversal circular en materiales sólidos. La broca suele ser una herramienta de corte rotativa, a menudo multipunto. La broca se presiona contra la pieza y se hace girar a una velocidad de cientos a miles de revoluciones por minuto. Esto fuerza el filo de corte contra la pieza de trabajo, cortando las virutas del agujero mientras se perfora.
En la perforación de roca, el orificio no suele realizarse mediante un movimiento de corte circular, aunque la broca suele girar. En su lugar, el agujero se suele hacer martilleando una broca en el agujero con movimientos cortos repetidos rápidamente. La acción de martilleo puede realizarse desde fuera del agujero (taladro de martillo superior) o dentro del agujero (taladro de fondo, DTH). Las brocas utilizadas para la perforación horizontal se denominan broca perforadora.
En raros casos, se utilizan brocas de forma especial para cortar agujeros de sección transversal no circular; es posible una sección transversal cuadrada.

## Proceso
Los agujeros taladrados se caracterizan por su borde afilado en el lado de entrada y por la presencia de rebabas en el lado de salida (a menos que se hayan eliminado). Además, el interior del agujero suele tener marcas de avance helicoidal.
La perforación puede afectar a las propiedades mecánicas de la pieza creando bajas tensiones residuales alrededor de la abertura del orificio y una capa muy fina de material altamente perturbado en la superficie recién formada. Esto hace que la pieza sea más susceptible a la corrosión y a la propagación de grietas en la superficie estresada.
Se puede realizar una operación de acabado para evitar estas condiciones perjudiciales.
En las brocas acanaladas, las virutas se eliminan a través de las flautas. Las virutas pueden formar espirales largas o pequeñas escamas, dependiendo del material y de los parámetros del proceso. El tipo de virutas formadas puede ser un indicador de la maquinabilidad del material, con virutas largas que sugieren una buena maquinabilidad del material.
En la medida de lo posible, los agujeros perforados deben situarse perpendicularmente a la superficie de la pieza. Esto minimiza la tendencia de la broca a "desplazarse", es decir, a desviarse de la línea central de la perforación, provocando que el agujero se desvíe. Cuanto mayor sea la relación longitud/diámetro de la broca, mayor será la tendencia a desplazarse. La tendencia a desplazarse también se previene de varias otras maneras, que incluyen:
- Estableciendo una marca o característica de centrado antes de perforar, como por ejemplo:
  - Fundición, moldeo, o forjado una marca en la pieza de trabajo.
  - Punzonado central
  - Taladro puntual, (es decir, taladro central)
  - Revestimiento puntual, que es el mecanizado de una zona determinada en una pieza de fundición o forja para establecer una cara localizada con precisión en una superficie que de otro modo sería áspera.
- Limitando la posición de la broca mediante una plantilla de perforación con casquillo de perforación.

El acabado superficial producido por el taladrado puede oscilar entre 32 y 500 micropulgadas. Los cortes de acabado generarán superficies cercanas a las 32 micropulgadas, y los de desbaste estarán cerca de las 500 micropulgadas.
Normalmente se utiliza fluido de corte para refrigerar la broca, aumentar la vida útil de la herramienta, incrementar las velocidades y avances, aumentar el acabado superficial y ayudar a expulsar las virutas. La aplicación de estos fluidos suele hacerse inundando la pieza con refrigerante y lubricante o aplicando una niebla de pulverización.
A la hora de decidir qué broca(s) utilizar, es importante tener en cuenta la tarea que se va a realizar y evaluar qué broca sería la más adecuada para llevarla a cabo. Hay una variedad de estilos de taladro que cada uno sirve para un propósito diferente. El taladro de sub-tierra es capaz de perforar más de un diámetro. La broca de pala se utiliza para perforar orificios de mayor tamaño. La broca indexable es útil para gestionar las virutas.

### Perforación puntual
El propósito del taladrado puntual es perforar un agujero que servirá de guía para la perforación del agujero final.  El orificio sólo se perfora parcialmente en la pieza porque sólo se utiliza para guiar el inicio del siguiente proceso de perforación.

### Perforación central
La broca de centro es una herramienta de dos estrías que consiste en una broca helicoidal con un avellanado de 60°; se utiliza para taladrar agujeros centrales avellanados en una pieza de trabajo que se va a montar entre centros para torneado o rectificado.

### Perforación de agujeros profundos

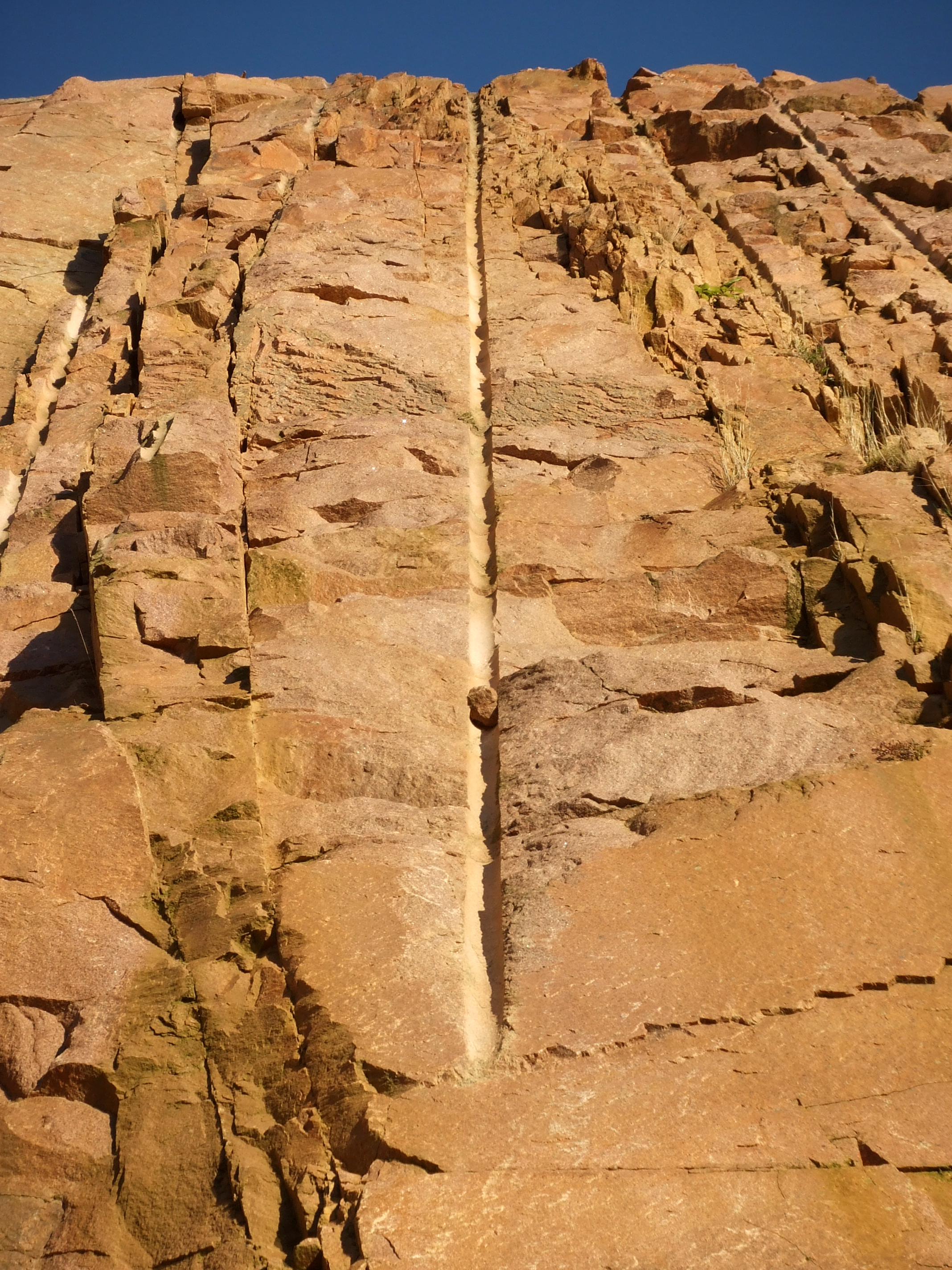
Agujero de varios metros de largo, perforado en granito.

El taladrado de agujeros profundos se define como la perforación de un agujero de profundidad superior a diez veces el diámetro del agujero. Este tipo de agujeros requiere un equipo especial para mantener la rectitud y las tolerancias. Otras consideraciones son la redondez y el acabado superficial.
El taladrado de agujeros profundos se puede conseguir generalmente con unos pocos métodos de utillaje, normalmente taladrado con pistola o taladrado BTA. Estos se diferencian por el método de entrada de refrigerante (interno o externo) y el método de eliminación de la viruta (interno o externo). El uso de métodos como la herramienta giratoria y la pieza de trabajo contrarrotante son técnicas comunes para lograr las tolerancias de rectitud requeridas. Entre los métodos de utillaje secundarios se encuentran el trepanado, el desbarbado y el bruñido, el taladrado por tracción o el taladrado en botella. Por último, existe un nuevo tipo de tecnología de perforación para hacer frente a este problema: la perforación por vibración. Esta tecnología rompe las virutas mediante una pequeña vibración axial controlada de la broca. Las pequeñas virutas son eliminadas fácilmente por las ranuras de la broca.
Se utiliza un sistema de supervisión de alta tecnología para controlar la fuerza, el par, las vibraciones y la emisión acústica.  La vibración se considera un defecto importante en la perforación de agujeros profundos que a menudo puede provocar la rotura de la broca. Se suele utilizar un refrigerante especial para ayudar en este tipo de perforación.

#### Perforación con pistola
El taladro de pistola se desarrolló originalmente para perforar los cañones de las armas y se utiliza comúnmente para perforar agujeros profundos de menor diámetro.  La relación profundidad-diámetro puede ser incluso superior a 300:1.  La característica principal del taladro de cañón es que las brocas son autocentrantes; esto es lo que permite realizar agujeros tan profundos y precisos.  Las brocas utilizan un movimiento rotatorio similar al de una broca helicoidal; sin embargo, las brocas están diseñadas con almohadillas de apoyo que se deslizan por la superficie del agujero manteniendo la broca centrada.  El taladrado con pistola suele realizarse a altas velocidades y con bajas tasas de avance.

#### Trepanado

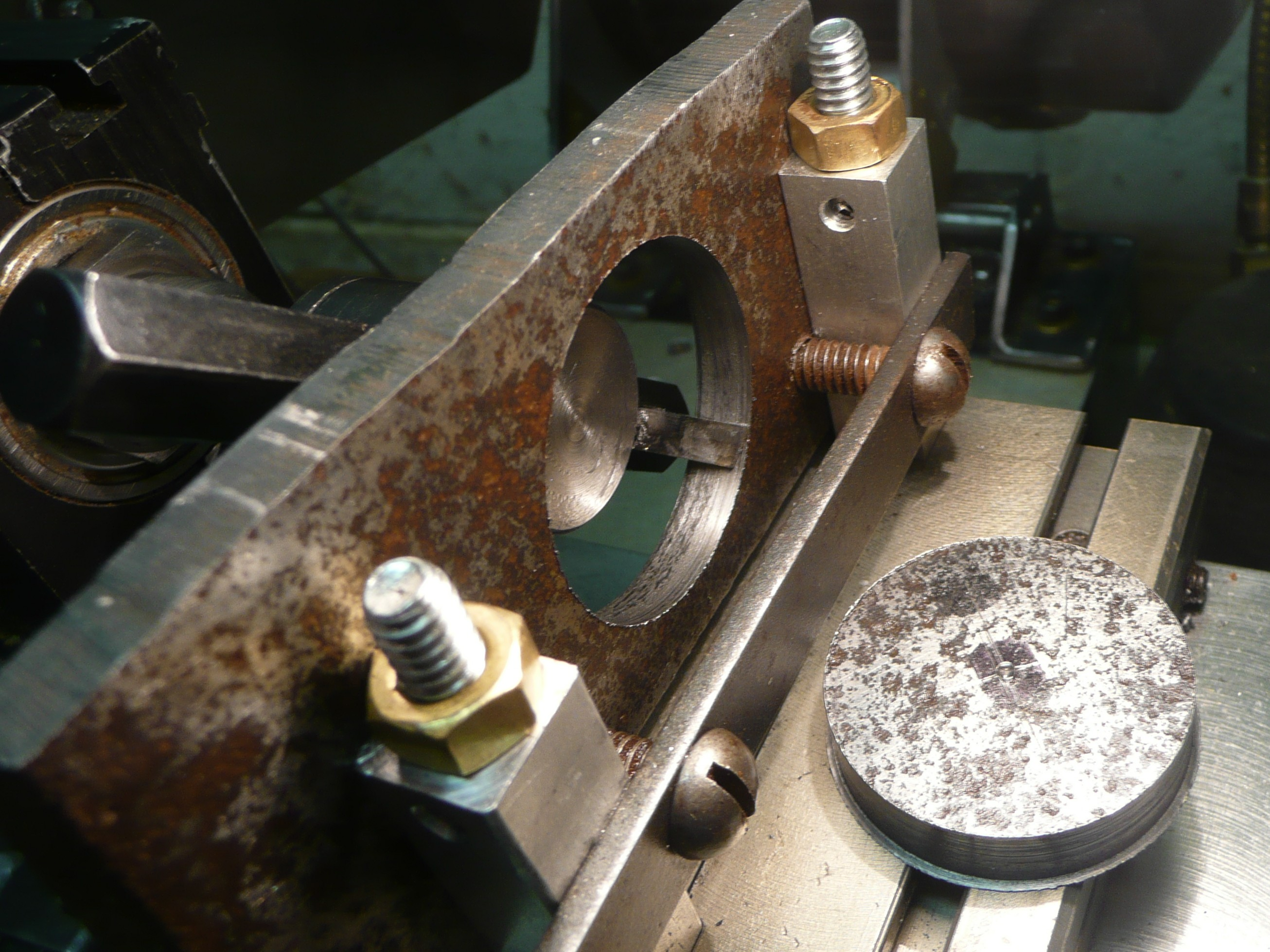
Agujero trepanado en acero

Agujero trepanado en placa de acero, con el tapón retirado y la herramienta que lo cortó; en este caso el portaherramientas está montada en un cabezal de torno mientras que la pieza está montada en el carro deslizable.
El trepanado se utiliza comúnmente para crear agujeros de mayor diámetro (hasta 915 mm (36,0 plg)) donde una broca estándar no es factible o económica.  El trepanado extrae el diámetro deseado cortando un disco sólido similar al funcionamiento de un compás de dibujo.  El trepanado se realiza en productos planos como chapa, granito (piedra rizada), placas o elementos estructurales como vigas en I.  El trepanado también puede ser útil para hacer ranuras para insertar sellos, como las juntas tóricas.

### Microperforación
El microperforado se refiere a la perforación de agujeros inferiores a 0,5 mm (0 plg). El taladrado de agujeros de este pequeño diámetro presenta mayores problemas ya que no se pueden utilizar brocas alimentadas con refrigerante y se requieren altas velocidades de husillo.  Las altas velocidades de los husos que superan las 10.000 RPM también requieren el uso de portaherramientas equilibrados.

### Perforación por vibración

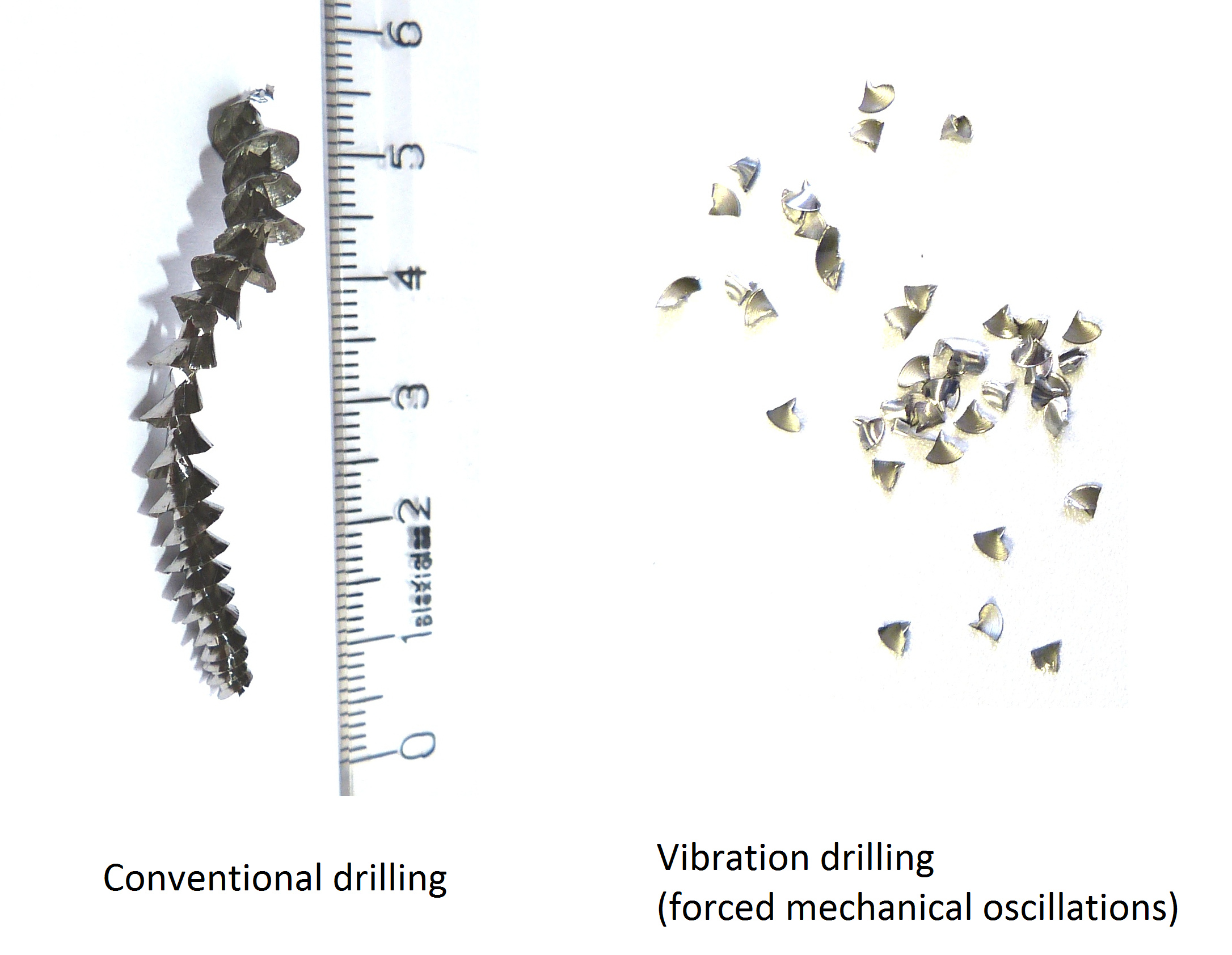
Fichas de titanio - taladrado convencional vs taladrado por vibración.

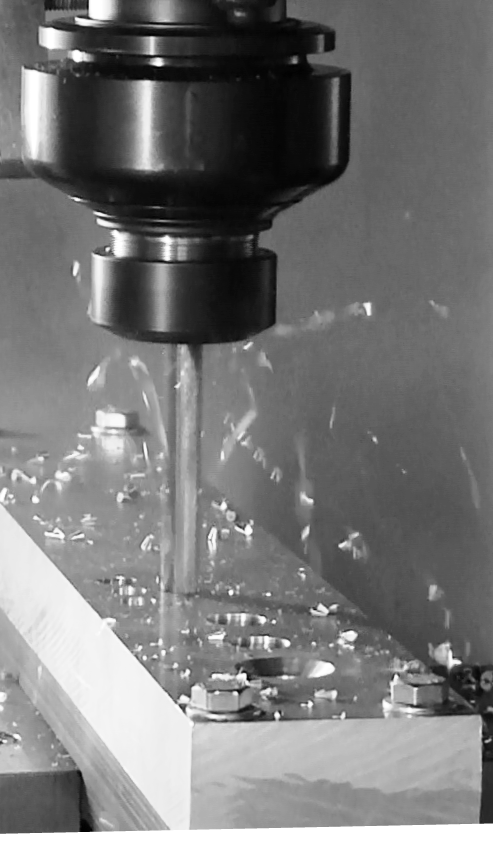
Perforación por vibración de una pila multimaterial de aluminio-CFRP con tecnología MITIS.

Los primeros estudios sobre el taladrado por vibración comenzaron en los años 50 (Pr. V.N. Poduraev, Universidad Bauman de Moscú). El principio principal consiste en generar vibraciones u oscilaciones axiales, además del movimiento de avance de la broca, para que las virutas se rompan y se eliminen fácilmente de la zona de corte.
Existen dos tecnologías principales de taladrado por vibración: los sistemas de vibración autónoma y los sistemas de vibración forzada. La mayoría de las tecnologías de perforación por vibración están todavía en fase de investigación. En el caso de la perforación por vibración automantenida, se utiliza la frecuencia propia de la herramienta para hacerla vibrar de forma natural durante el corte; las vibraciones son automantenidas por un sistema de masa-muelle incluido en el portaherramientas. Otros trabajos utilizan un sistema piezoeléctrico para generar y controlar las vibraciones. Estos sistemas permiten altas frecuencias de vibración (hasta 2 kHz) para una magnitud pequeña (unos pocos micrómetros); son especialmente adecuados para perforar pequeños agujeros. Por último, las vibraciones pueden ser generadas por sistemas mecánicos: la frecuencia viene dada por la combinación de la velocidad de rotación y el número de oscilaciones por rotación (unas cuantas oscilaciones por rotación), con una magnitud de aproximadamente 0,1 mm.
Esta última tecnología es totalmente industrial (ejemplo: tecnología SineHoling® de MITIS). El taladrado por vibración es la solución preferida en situaciones como el taladrado de agujeros profundos, el taladrado de pilas de materiales múltiples (aeronáutica) y el taladrado en seco (sin lubricación). En general, proporciona una mayor fiabilidad y un mayor control de la operación de perforación.

### Interpolación de círculos

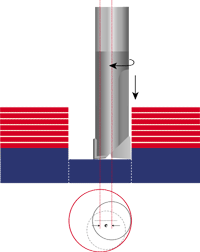
El principio de perforación orbital

El círculo interpolante, también conocido como taladrado orbital, es un proceso de creación de agujeros mediante el uso de máquinas de corte.
El taladrado orbital se basa en la rotación de una herramienta de corte alrededor de su propio eje y simultáneamente alrededor de un eje central que está desplazado del eje de la herramienta de corte. La herramienta de corte puede entonces moverse simultáneamente en una dirección axial para perforar o mecanizar un agujero, y/o combinarse con un movimiento lateral arbitrario para mecanizar una abertura o cavidad.
Ajustando el desplazamiento, una herramienta de corte de un diámetro específico puede utilizarse para perforar agujeros de diferentes diámetros, como se ilustra. Esto implica que el inventario de herramientas de corte puede reducirse sustancialmente.
El término perforación orbital proviene de que la herramienta de corte "orbita" alrededor del centro del agujero. El desplazamiento dinámico forzado mecánicamente en el taladrado orbital tiene varias ventajas en comparación con el taladrado convencional que aumenta drásticamente la precisión del agujero. La menor fuerza de empuje da como resultado un agujero sin rebabas cuando se taladra en metales. Cuando se perfora en material compuesto se elimina el problema de la delaminación.

## Material

### Perforación en metal

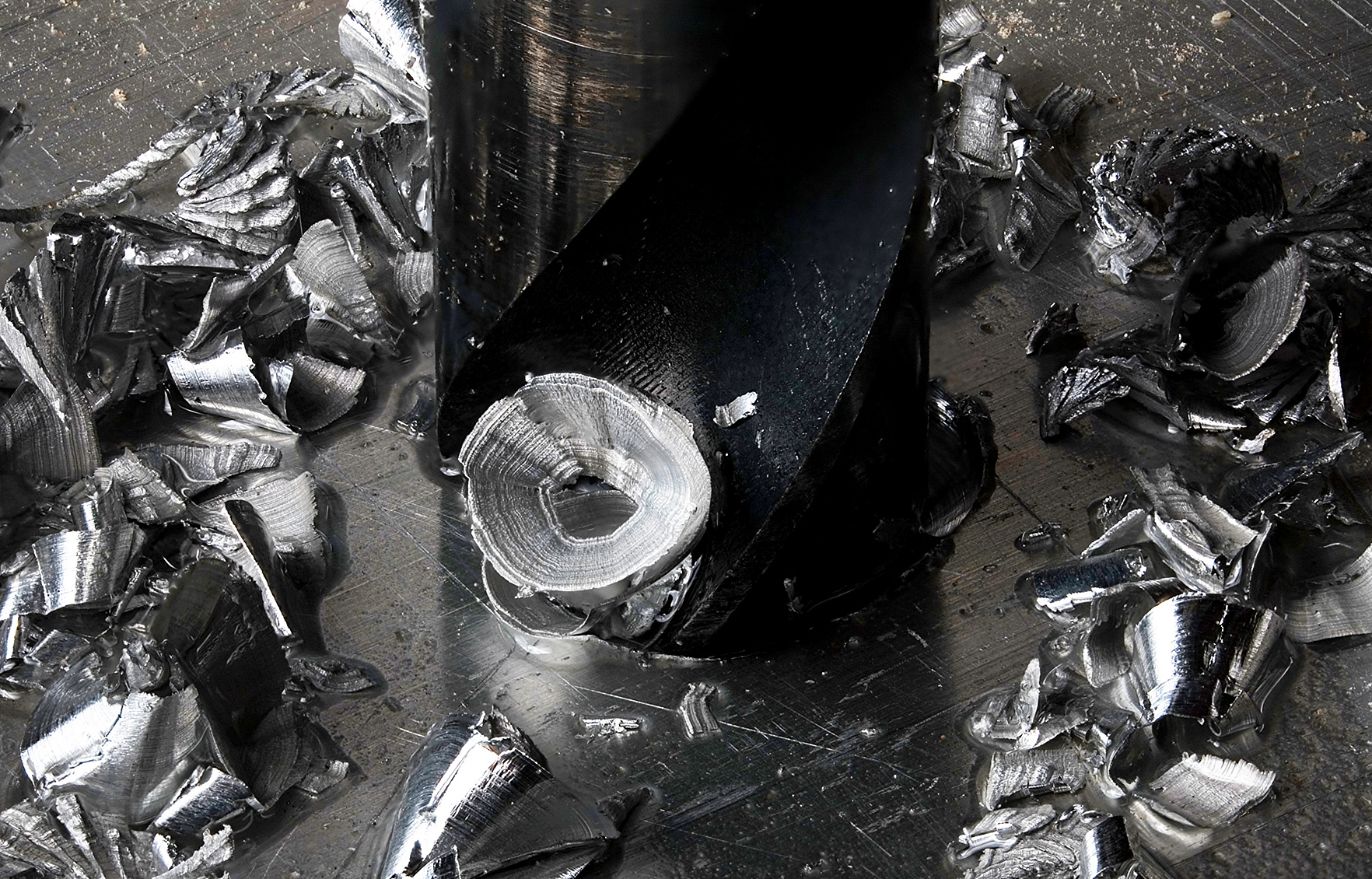
Broca helicoidal de acero de alta velocidad perforando en aluminio con lubricante de alcohol metílico

En el uso normal, las virutas son arrastradas hacia arriba y lejos de la punta de la broca por el estriado de la misma. Los bordes de corte producen más virutas que continúan el movimiento de las virutas hacia fuera del agujero. Esto tiene éxito hasta que las virutas se compactan demasiado, ya sea porque los agujeros son más profundos de lo normal o porque la broca no se retira lo suficiente del agujero mientras se perfora. A veces se utiliza líquido de corte para aliviar este problema y prolongar la vida útil de la herramienta mediante la refrigeración y la lubricación de la punta y el flujo de virutas. El refrigerante puede introducirse a través de orificios en el vástago de la broca, lo que es habitual cuando se utiliza una broca de pistola.  Cuando se corta aluminio en particular, el fluido de corte ayuda a asegurar un agujero suave y preciso a la vez que evita que el metal agarre la broca en el proceso de perforación del agujero. Al cortar latón, y otros metales blandos que pueden agarrar la broca y causar "charlatanería", se puede afilar una cara de aproximadamente 1-2 milímetros en el borde de corte para crear un ángulo obtuso de 91 a 93 grados. Esto evita el "chatter" durante el cual la broca rasga el metal en lugar de cortarlo. Sin embargo, con esa forma del borde de corte de la broca, la broca está empujando el metal, en lugar de agarrarlo. Esto crea una alta fricción y virutas muy calientes.

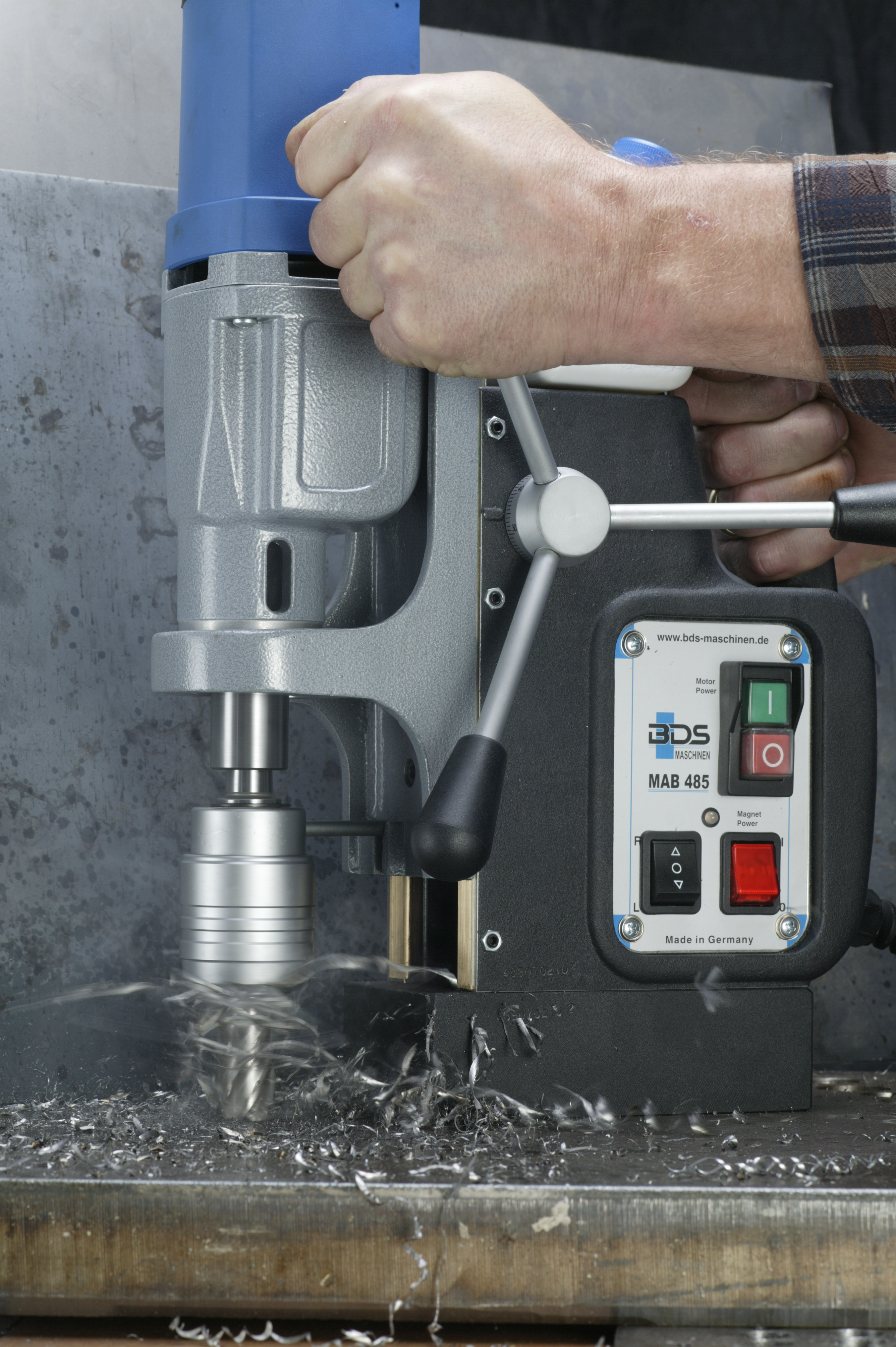
Máquina de perforación magnética (fabricada por BDS Maschinen GmbH, Alemania)

Para avances pesados y agujeros comparativamente profundos, se utilizan brocas de aceite en la broca, con un lubricante que se bombea a la cabeza de la broca a través de un pequeño agujero en la broca y que fluye a lo largo del estriado. En la perforación de agujeros de aceite se puede utilizar una disposición convencional de prensa de perforación, pero es más común verla en la maquinaria de perforación automática en la que es la pieza la que gira en lugar de la broca.
En el control numérico por ordenador (CNC) máquina-herramienta se utiliza un proceso llamado perforación de pico, o perforación de corte interrumpido, para evitar que las virutas se acumulen de forma perjudicial cuando se perforan agujeros profundos (aproximadamente cuando la profundidad del agujero es tres veces mayor que el diámetro de la broca). El taladrado de pico consiste en sumergir la broca hasta una parte de la pieza, no más de cinco veces el diámetro de la broca, y luego retraerla hasta la superficie. Esto se repite hasta que el agujero está terminado. Una forma modificada de este proceso, llamada perforación de picoteo de alta velocidad o rotura de virutas, sólo retrae ligeramente la broca. Este proceso es más rápido, pero sólo se utiliza en agujeros moderadamente largos, ya que de lo contrario se sobrecalienta la broca. También se utiliza cuando se taladra material fibroso para romper las virutas.
Cuando no es posible llevar el material a la máquina СNС, se puede utilizar una máquina de perforación con base magnética. La base permite perforar en posición horizontal e incluso en el techo. Normalmente, para estas máquinas, es mejor utilizar cortadores porque pueden perforar mucho más rápido con menos velocidad. Los tamaños de las fresas varían de 12mm a 200mm de DIA y de 30mm a 200mm de DOC (profundidad de corte). Estas máquinas se utilizan ampliamente en la construcción, la fabricación, la marina y las industrias del petróleo y el gas. En la industria del petróleo y gas, se utilizan máquinas de perforación magnética neumática para evitar las chispas, así como máquinas de perforación magnética de tubos especiales que pueden fijarse en tubos de diferentes tamaños, incluso en el interior. Las taladradoras de chapa para trabajos pesados ofrecen soluciones de alta calidad en la fabricación de construcciones de acero, construcción de puentes, astilleros y diversos campos del sector de la construcción.

### Perforar en madera
Al ser la madera más blanda que la mayoría de los metales, perforar en madera es considerablemente más fácil y rápido que perforar en metal. No se utilizan ni se necesitan fluidos de corte. El principal problema al taladrar madera es asegurar agujeros de entrada y salida limpios y evitar que se quemen. Evitar que se queme se logra utilizando brocas afiladas y una velocidad de corte adecuada. Las brocas pueden arrancar virutas de madera alrededor de la parte superior e inferior del orificio, lo que no es deseable en aplicaciones de carpintería fina.
Las omnipresentes brocas helicoidales utilizadas en el trabajo del metal también funcionan bien en la madera, pero tienden a astillar la madera a la entrada y a la salida del agujero. En algunos casos, como en los agujeros para la carpintería, la calidad del agujero no importa, y existen varias brocas para el corte rápido en madera, incluyendo las brocas de pala y las brocas de aforador de autoalimentación. Se han desarrollado muchos tipos de brocas especializadas para perforar agujeros limpios en la madera, como las brocas de punta de espiga, las brocas Forstner y las sierras de perforación. El astillado en la salida puede minimizarse utilizando un trozo de madera como respaldo detrás de la pieza de trabajo, y la misma técnica se utiliza a veces para mantener limpia la entrada del agujero.
Los agujeros son más fáciles de iniciar en la madera, ya que la broca puede colocarse con precisión empujándola en la madera y creando un hoyo. Así, la broca tendrá poca tendencia a desviarse.

### Otros
Algunos materiales como el plásticos así como otros no metálicos y algunos metales tienen tendencia a calentarse lo suficiente como para expandirse haciendo el agujero más pequeño de lo deseado.